# Lista över fornlämningar i Västerviks kommun (Odensvi)
Lista över fornlämningar i Västerviks kommun (Odensvi) är en förteckning av ett urval av de fornlämningar som finns i Odensvi i Västerviks kommun.
| Namn                       | Lämningstyp                      | Tillkomsttid | Historisk indelning | Plats | Läge                 | ID-nr          | Bild                                      |
| -------------------------- | -------------------------------- | ------------ | ------------------- | ----- | -------------------- | -------------- | ----------------------------------------- |
| Odensvi 4:1                | Grav markerad av sten/block      |              | Odensvi, Småland    |       | 57.938217, 16.051867 | 10085300040001 | Ladda upp en till bild av detta fornminne |
| Odensvi 5:1                | Gravfält                         |              | Odensvi, Småland    |       | 57.928522, 16.066289 | 10085300050001 | Ladda upp en bild av detta fornminne      |
| Odensvi 6:1                | Stensättning                     |              | Odensvi, Småland    |       | 57.929222, 16.065951 | 10085300060001 | Ladda upp en bild av detta fornminne      |
| Odensvi 6:2                | Stensättning                     |              | Odensvi, Småland    |       | 57.929493, 16.065425 | 10085300060002 | Ladda upp en bild av detta fornminne      |
| Odensvi 6:3                | Stensättning                     |              | Odensvi, Småland    |       | 57.929610, 16.065675 | 10085300060003 | Ladda upp en bild av detta fornminne      |
| Odensvi 6:4                | Röse                             |              | Odensvi, Småland    |       | 57.929618, 16.065080 | 10085300060004 | Ladda upp en bild av detta fornminne      |
| Odensvi 6:5                | Stensättning                     |              | Odensvi, Småland    |       | 57.929690, 16.065186 | 10085300060005 | Ladda upp en bild av detta fornminne      |
| Odensvi 8:1                | Stensättning                     |              | Odensvi, Småland    |       | 57.926204, 16.068684 | 10085300080001 | Ladda upp en bild av detta fornminne      |
| Odensvi 8:2                | Stensättning                     |              | Odensvi, Småland    |       | 57.926258, 16.068485 | 10085300080002 | Ladda upp en bild av detta fornminne      |
| Odensvi 8:3                | Stensättning                     |              | Odensvi, Småland    |       | 57.926294, 16.068355 | 10085300080003 | Ladda upp en bild av detta fornminne      |
| Odensvi 8:4                | Stensättning                     |              | Odensvi, Småland    |       | 57.926364, 16.068179 | 10085300080004 | Ladda upp en bild av detta fornminne      |
| Odensvi 9:1                | Röse                             |              | Odensvi, Småland    |       | 57.923910, 16.077366 | 10085300090001 | Ladda upp en bild av detta fornminne      |
| Odensvi 9:2                | Stensättning                     |              | Odensvi, Småland    |       | 57.923806, 16.076709 | 10085300090002 | Ladda upp en bild av detta fornminne      |
| Odensvi 10:1               | Röse                             |              | Odensvi, Småland    |       | 57.923355, 16.076701 | 10085300100001 | Ladda upp en bild av detta fornminne      |
| Odensvi 12:1               | Stenkrets                        |              | Odensvi, Småland    |       | 57.911578, 16.098477 | 10085300120001 | Ladda upp en bild av detta fornminne      |
| Odensvi 15:1               | Röse                             |              | Odensvi, Småland    |       | 57.916753, 16.091860 | 10085300150001 | Ladda upp en bild av detta fornminne      |
| Odensvi 16:1               | Röse                             |              | Odensvi, Småland    |       | 57.917092, 16.092813 | 10085300160001 | Ladda upp en bild av detta fornminne      |
| Odensvi 16:2               | Stensättning                     |              | Odensvi, Småland    |       | 57.917025, 16.092935 | 10085300160002 | Ladda upp en bild av detta fornminne      |
| Odensvi 18:1               | Röse                             |              | Odensvi, Småland    |       | 57.921669, 16.093055 | 10085300180001 | Ladda upp en bild av detta fornminne      |
| Odensvi 18:3               | Stensättning                     |              | Odensvi, Småland    |       | 57.921568, 16.093201 | 10085300180003 | Ladda upp en bild av detta fornminne      |
| Odensvi 19:1               | Stensättning                     |              | Odensvi, Småland    |       | 57.922045, 16.093097 | 10085300190001 | Ladda upp en bild av detta fornminne      |
| Odensvi 20:1               | Gravfält                         |              | Odensvi, Småland    |       | 57.922449, 16.094588 | 10085300200001 | Ladda upp en bild av detta fornminne      |
| Odensvi 21:1               | Stensättning                     |              | Odensvi, Småland    |       | 57.921449, 16.094660 | 10085300210001 | Ladda upp en bild av detta fornminne      |
| Odensvi 21:2               | Stensättning                     |              | Odensvi, Småland    |       | 57.921483, 16.094911 | 10085300210002 | Ladda upp en bild av detta fornminne      |
| Odensvi 22:1               | Stensättning                     |              | Odensvi, Småland    |       | 57.924305, 16.093485 | 10085300220001 | Ladda upp en bild av detta fornminne      |
| Odensvi 22:2               | Stensättning                     |              | Odensvi, Småland    |       | 57.924210, 16.093608 | 10085300220002 | Ladda upp en bild av detta fornminne      |
| Odensvi 22:3               | Röse                             |              | Odensvi, Småland    |       | 57.924113, 16.093720 | 10085300220003 | Ladda upp en bild av detta fornminne      |
| Odensvi 23:1               | Röse                             |              | Odensvi, Småland    |       | 57.921209, 16.096825 | 10085300230001 | Ladda upp en bild av detta fornminne      |
| Odensvi 25:1               | Stensättning                     |              | Odensvi, Småland    |       | 57.918370, 16.104022 | 10085300250001 | Ladda upp en bild av detta fornminne      |
| Odensvi 27:1               | Gravfält                         |              | Odensvi, Småland    |       | 57.915326, 16.111476 | 10085300270001 | Ladda upp en bild av detta fornminne      |
| Odensvi 28:1               | Gravfält                         |              | Odensvi, Småland    |       | 57.915282, 16.114143 | 10085300280001 | Ladda upp en bild av detta fornminne      |
| Odensvi 30:1               | Stensättning                     |              | Odensvi, Småland    |       | 57.925391, 16.101159 | 10085300300001 | Ladda upp en bild av detta fornminne      |
| Odensvi 30:4               | Husgrund, förhistorisk/medeltida |              | Odensvi, Småland    |       | 57.925186, 16.101256 | 10085300300004 | Ladda upp en bild av detta fornminne      |
| Odensvi 32:1               | Röse                             |              | Odensvi, Småland    |       | 57.928969, 16.094752 | 10085300320001 | Ladda upp en bild av detta fornminne      |
| Odensvi 32:2               | Stensättning                     |              | Odensvi, Småland    |       | 57.928730, 16.094888 | 10085300320002 | Ladda upp en bild av detta fornminne      |
| Odensvi 33:1               | Röse                             |              | Odensvi, Småland    |       | 57.927547, 16.103542 | 10085300330001 | Ladda upp en bild av detta fornminne      |
| Odensvi 34:1               | Röse                             |              | Odensvi, Småland    |       | 57.931820, 16.098934 | 10085300340001 | Ladda upp en bild av detta fornminne      |
| Odensvi 38:1               | Stensättning                     |              | Odensvi, Småland    |       | 57.923938, 16.144070 | 10085300380001 | Ladda upp en bild av detta fornminne      |
| Odensvi 39:1               | Gravfält                         |              | Odensvi, Småland    |       | 57.918428, 16.146897 | 10085300390001 | Ladda upp en bild av detta fornminne      |
| Odensvi 41:1               | Stensättning                     |              | Odensvi, Småland    |       | 57.912072, 16.123365 | 10085300410001 | Ladda upp en bild av detta fornminne      |
| Odensvi 41:2               | Stensättning                     |              | Odensvi, Småland    |       | 57.912156, 16.123310 | 10085300410002 | Ladda upp en bild av detta fornminne      |
| Odensvi 41:3               | Stensättning                     |              | Odensvi, Småland    |       | 57.912227, 16.123208 | 10085300410003 | Ladda upp en bild av detta fornminne      |
| Odensvi 42:1               | Fornborg                         |              | Odensvi, Småland    |       | 57.913839, 16.122740 | 10085300420001 | Ladda upp en bild av detta fornminne      |
| Odensvi 44:1               | Gravfält                         |              | Odensvi, Småland    |       | 57.910867, 16.125207 | 10085300440001 | Ladda upp en bild av detta fornminne      |
| Odensvi 45:1               | Stensättning                     |              | Odensvi, Småland    |       | 57.861050, 16.124508 | 10085300450001 | Ladda upp en bild av detta fornminne      |
| Odensvi 46:1               | Stensättning                     |              | Odensvi, Småland    |       | 57.862292, 16.124635 | 10085300460001 | Ladda upp en bild av detta fornminne      |
| Odensvi 47:1               | Gravfält                         |              | Odensvi, Småland    |       | 57.866916, 16.131681 | 10085300470001 | Ladda upp en bild av detta fornminne      |
| Odensvi 48:1               | Stensättning                     |              | Odensvi, Småland    |       | 57.864630, 16.139222 | 10085300480001 | Ladda upp en bild av detta fornminne      |
| Odensvi 49:1               | Fornborg                         |              | Odensvi, Småland    |       | 57.856271, 16.145254 | 10085300490001 | Ladda upp en bild av detta fornminne      |
| Odensvi 51:1               | Röse                             |              | Odensvi, Småland    |       | 57.858084, 16.196566 | 10085300510001 | Ladda upp en bild av detta fornminne      |
| Odensvi 52:1               | Röse                             |              | Odensvi, Småland    |       | 57.858941, 16.198332 | 10085300520001 | Ladda upp en bild av detta fornminne      |
| Odensvi 53:1               | Stensättning                     |              | Odensvi, Småland    |       | 57.848440, 16.187215 | 10085300530001 | Ladda upp en bild av detta fornminne      |
| Odensvi 53:2               | Stensättning                     |              | Odensvi, Småland    |       | 57.848508, 16.187150 | 10085300530002 | Ladda upp en bild av detta fornminne      |
| Odensvi 54:1               | Stensättning                     |              | Odensvi, Småland    |       | 57.849114, 16.186637 | 10085300540001 | Ladda upp en bild av detta fornminne      |
| Odensvi 55:1               | Stensättning                     |              | Odensvi, Småland    |       | 57.850534, 16.198066 | 10085300550001 | Ladda upp en bild av detta fornminne      |
| Odensvi 56:1               | Röse                             |              | Odensvi, Småland    |       | 57.853924, 16.191497 | 10085300560001 | Ladda upp en bild av detta fornminne      |
| Odensvi 57:1               | Röse                             |              | Odensvi, Småland    |       | 57.851154, 16.182702 | 10085300570001 | Ladda upp en bild av detta fornminne      |
| Odensvi 60:1               | Stensättning                     |              | Odensvi, Småland    |       | 57.845361, 16.185444 | 10085300600001 | Ladda upp en bild av detta fornminne      |
| Odensvi 61:1               | Röse                             |              | Odensvi, Småland    |       | 57.847311, 16.183571 | 10085300610001 | Ladda upp en bild av detta fornminne      |
| Odensvi 61:2               | Stensättning                     |              | Odensvi, Småland    |       | 57.847130, 16.183765 | 10085300610002 | Ladda upp en bild av detta fornminne      |
| Odensvi 62:1               | Stensättning                     |              | Odensvi, Småland    |       | 57.848271, 16.180047 | 10085300620001 | Ladda upp en bild av detta fornminne      |
| Odensvi 62:2               | Stenkrets                        |              | Odensvi, Småland    |       | 57.848321, 16.179821 | 10085300620002 | Ladda upp en bild av detta fornminne      |
| Odensvi 63:1               | Stensättning                     |              | Odensvi, Småland    |       | 57.845307, 16.182819 | 10085300630001 | Ladda upp en bild av detta fornminne      |
| Odensvi 64:1               | Stensättning                     |              | Odensvi, Småland    |       | 57.849101, 16.183423 | 10085300640001 | Ladda upp en bild av detta fornminne      |
| Odensvi 64:2               | Stensättning                     |              | Odensvi, Småland    |       | 57.849366, 16.182578 | 10085300640002 | Ladda upp en bild av detta fornminne      |
| Odensvi 64:3               | Stenkrets                        |              | Odensvi, Småland    |       | 57.849428, 16.182432 | 10085300640003 | Ladda upp en bild av detta fornminne      |
| Odensvi 64:4               | Stensättning                     |              | Odensvi, Småland    |       | 57.849152, 16.182917 | 10085300640004 | Ladda upp en bild av detta fornminne      |
| Odensvi 66:1               | Stensättning                     |              | Odensvi, Småland    |       | 57.867400, 16.188929 | 10085300660001 | Ladda upp en bild av detta fornminne      |
| Odensvi 66:2               | Stensättning                     |              | Odensvi, Småland    |       | 57.867205, 16.188724 | 10085300660002 | Ladda upp en bild av detta fornminne      |
| Odensvi 67:1               | Gravfält                         |              | Odensvi, Småland    |       | 57.873593, 16.177943 | 10085300670001 | Ladda upp en bild av detta fornminne      |
| Odensvi 69:1               | Röse                             |              | Odensvi, Småland    |       | 57.860845, 16.203602 | 10085300690001 | Ladda upp en bild av detta fornminne      |
| Odensvi 71:1               | Röse                             |              | Odensvi, Småland    |       | 57.869513, 16.200878 | 10085300710001 | Ladda upp en bild av detta fornminne      |
| Odensvi 71:2               | Röse                             |              | Odensvi, Småland    |       | 57.869639, 16.200842 | 10085300710002 | Ladda upp en bild av detta fornminne      |
| Odensvi 71:3               | Röse                             |              | Odensvi, Småland    |       | 57.869571, 16.200683 | 10085300710003 | Ladda upp en bild av detta fornminne      |
| Odensvi 73:1               | Röse                             |              | Odensvi, Småland    |       | 57.874371, 16.194740 | 10085300730001 | Ladda upp en bild av detta fornminne      |
| Odensvi 73:2               | Stensättning                     |              | Odensvi, Småland    |       | 57.874558, 16.194445 | 10085300730002 | Ladda upp en bild av detta fornminne      |
| Odensvi 74:1               | Stenkrets                        |              | Odensvi, Småland    |       | 57.883024, 16.172838 | 10085300740001 | Ladda upp en bild av detta fornminne      |
| Odensvi 74:2               | Stenkrets                        |              | Odensvi, Småland    |       | 57.882857, 16.172728 | 10085300740002 | Ladda upp en bild av detta fornminne      |
| Odensvi 78:1               | Röse                             |              | Odensvi, Småland    |       | 57.873485, 16.216640 | 10085300780001 | Ladda upp en bild av detta fornminne      |
| Odensvi 80:1               | Gravfält                         |              | Odensvi, Småland    |       | 57.895833, 16.194089 | 10085300800001 | Ladda upp en bild av detta fornminne      |
| Skansberget (Odensvi 83:1) | Fornborg                         |              | Odensvi, Småland    |       | 57.906268, 16.223841 | 10085300830001 | Ladda upp en bild av detta fornminne      |
| Odensvi 86:1               | Grav markerad av sten/block      |              | Odensvi, Småland    |       | 57.922167, 16.204353 | 10085300860001 | Ladda upp en bild av detta fornminne      |
| Odensvi 86:2               | Grav markerad av sten/block      |              | Odensvi, Småland    |       | 57.922258, 16.204389 | 10085300860002 | Ladda upp en bild av detta fornminne      |
| Odensvi 87:1               | Stensättning                     |              | Odensvi, Småland    |       | 57.922846, 16.204045 | 10085300870001 | Ladda upp en bild av detta fornminne      |
| Odensvi 87:2               | Stensättning                     |              | Odensvi, Småland    |       | 57.922944, 16.203950 | 10085300870002 | Ladda upp en bild av detta fornminne      |
| Odensvi 88:1               | Gravfält                         |              | Odensvi, Småland    |       | 57.931998, 16.211574 | 10085300880001 | Ladda upp en bild av detta fornminne      |
| Odensvi 92:1               | Stensättning                     |              | Odensvi, Småland    |       | 57.919690, 16.155723 | 10085300920001 | Ladda upp en bild av detta fornminne      |
| Lundkullen (Odensvi 93:1)  | Gravfält                         |              | Odensvi, Småland    |       | 57.931115, 16.156471 | 10085300930001 | Ladda upp en bild av detta fornminne      |
| Odensvi 96:1               | Gravfält                         |              | Odensvi, Småland    |       | 57.908862, 16.184910 | 10085300960001 | Ladda upp en bild av detta fornminne      |
| Odensvi 99:1               | Stensättning                     |              | Odensvi, Småland    |       | 57.953009, 16.135812 | 10085300990001 | Ladda upp en bild av detta fornminne      |
| Odensvi 99:2               | Stensättning                     |              | Odensvi, Småland    |       | 57.952590, 16.135803 | 10085300990002 | Ladda upp en bild av detta fornminne      |
| Odensvi 100:1              | Stensättning                     |              | Odensvi, Småland    |       | 57.953466, 16.140064 | 10085301000001 | Ladda upp en bild av detta fornminne      |
| Odensvi 102:1              | Gravfält                         |              | Odensvi, Småland    |       | 57.928020, 16.198499 | 10085301020001 | Ladda upp en bild av detta fornminne      |
| Odensvi 104:1              | Fornborg                         |              | Odensvi, Småland    |       | 57.932791, 16.196492 | 10085301040001 | Ladda upp en bild av detta fornminne      |
| Odensvi 105:3              | Stensättning                     |              | Odensvi, Småland    |       | 57.935000, 16.210526 | 10085301050003 | Ladda upp en bild av detta fornminne      |
| Odensvi 107:1              | Gravfält                         |              | Odensvi, Småland    |       | 57.937733, 16.234609 | 10085301070001 | Ladda upp en bild av detta fornminne      |
| Odensvi 108:1              | Stensättning                     |              | Odensvi, Småland    |       | 57.942592, 16.235351 | 10085301080001 | Ladda upp en bild av detta fornminne      |
| Odensvi 109:1              | Fornborg                         |              | Odensvi, Småland    |       | 57.945058, 16.146285 | 10085301090001 | Ladda upp en bild av detta fornminne      |
| Odensvi 111:1              | Stensättning                     |              | Odensvi, Småland    |       | 57.940181, 16.238194 | 10085301110001 | Ladda upp en bild av detta fornminne      |
| Odensvi 112:1              | Gravfält                         |              | Odensvi, Småland    |       | 57.940144, 16.238837 | 10085301120001 | Ladda upp en bild av detta fornminne      |
| Odensvi 113:1              | Stensättning                     |              | Odensvi, Småland    |       | 57.897823, 16.163761 | 10085301130001 | Ladda upp en bild av detta fornminne      |
| Odensvi 113:2              | Hög                              |              | Odensvi, Småland    |       | 57.897765, 16.163784 | 10085301130002 | Ladda upp en bild av detta fornminne      |
| Odensvi 113:3              | Hög                              |              | Odensvi, Småland    |       | 57.897715, 16.163834 | 10085301130003 | Ladda upp en bild av detta fornminne      |
| Odensvi 113:4              | Stensättning                     |              | Odensvi, Småland    |       | 57.897632, 16.163850 | 10085301130004 | Ladda upp en bild av detta fornminne      |
| Odensvi 114:1              | Gravfält                         |              | Odensvi, Småland    |       | 57.907384, 16.160041 | 10085301140001 | Ladda upp en bild av detta fornminne      |
| Odensvi 117:1              | Fornborg                         |              | Odensvi, Småland    |       | 57.946382, 16.265359 | 10085301170001 | Ladda upp en bild av detta fornminne      |
| Odensvi 119:1              | Stensättning                     |              | Odensvi, Småland    |       | 57.949658, 16.240146 | 10085301190001 | Ladda upp en bild av detta fornminne      |
| Odensvi 119:2              | Stensättning                     |              | Odensvi, Småland    |       | 57.949561, 16.240148 | 10085301190002 | Ladda upp en bild av detta fornminne      |
| Odensvi 119:3              | Stensättning                     |              | Odensvi, Småland    |       | 57.949173, 16.240183 | 10085301190003 | Ladda upp en bild av detta fornminne      |
| Odensvi 119:4              | Stensättning                     |              | Odensvi, Småland    |       | 57.949078, 16.240181 | 10085301190004 | Ladda upp en bild av detta fornminne      |
| Odensvi 123:1              | Röse                             |              | Odensvi, Småland    |       | 57.933977, 16.101838 | 10085301230001 | Ladda upp en bild av detta fornminne      |
| Odensvi 128:1              | Stensättning                     |              | Odensvi, Småland    |       | 57.929073, 16.098662 | 10085301280001 | Ladda upp en bild av detta fornminne      |
| Odensvi 128:2              | Stensättning                     |              | Odensvi, Småland    |       | 57.929147, 16.098479 | 10085301280002 | Ladda upp en bild av detta fornminne      |
| Odensvi 128:3              | Grav markerad av sten/block      |              | Odensvi, Småland    |       | 57.929009, 16.098475 | 10085301280003 | Ladda upp en bild av detta fornminne      |
| Odensvi 129:1              | Stensättning                     |              | Odensvi, Småland    |       | 57.911950, 16.122477 | 10085301290001 | Ladda upp en bild av detta fornminne      |
| Odensvi 133:1              | Stensättning                     |              | Odensvi, Småland    |       | 57.861893, 16.201143 | 10085301330001 | Ladda upp en bild av detta fornminne      |
| Odensvi 136:1              | Stensättning                     |              | Odensvi, Småland    |       | 57.874144, 16.173956 | 10085301360001 | Ladda upp en bild av detta fornminne      |
| Odensvi 136:2              | Hög                              |              | Odensvi, Småland    |       | 57.873951, 16.174288 | 10085301360002 | Ladda upp en bild av detta fornminne      |
| Odensvi 139:1              | Stensättning                     |              | Odensvi, Småland    |       | 57.868382, 16.199684 | 10085301390001 | Ladda upp en bild av detta fornminne      |
| Odensvi 140:1              | Stensättning                     |              | Odensvi, Småland    |       | 57.868036, 16.200606 | 10085301400001 | Ladda upp en bild av detta fornminne      |
| Odensvi 140:2              | Stensättning                     |              | Odensvi, Småland    |       | 57.868105, 16.200506 | 10085301400002 | Ladda upp en bild av detta fornminne      |
| Odensvi 141:1              | Husgrund, förhistorisk/medeltida |              | Odensvi, Småland    |       | 57.867269, 16.194000 | 10085301410001 | Ladda upp en bild av detta fornminne      |
| Odensvi 144:1              | Stensättning                     |              | Odensvi, Småland    |       | 57.909646, 16.122589 | 10085301440001 | Ladda upp en bild av detta fornminne      |
| Odensvi 154:1              | Stensättning                     |              | Odensvi, Småland    |       | 57.928239, 16.067042 | 10085301540001 | Ladda upp en bild av detta fornminne      |
| Odensvi 170:1              | Fornborg                         |              | Odensvi, Småland    |       | 57.959683, 16.257063 | 10085301700001 | Ladda upp en bild av detta fornminne      |
| Odensvi 180:1              | Stensättning                     |              | Odensvi, Småland    |       | 57.878884, 16.224279 | 10085301800001 | Ladda upp en bild av detta fornminne      |
| Odensvi 180:2              | Stensättning                     |              | Odensvi, Småland    |       | 57.878750, 16.224190 | 10085301800002 | Ladda upp en bild av detta fornminne      |
| Odensvi 211:1              | Stensättning                     |              | Odensvi, Småland    |       | 57.906993, 16.097393 | 10085302110001 | Ladda upp en bild av detta fornminne      |
| Odensvi 211:2              | Stensättning                     |              | Odensvi, Småland    |       | 57.907141, 16.097481 | 10085302110002 | Ladda upp en bild av detta fornminne      |
| Odensvi 212:1              | Stensättning                     |              | Odensvi, Småland    |       | 57.908381, 16.095420 | 10085302120001 | Ladda upp en bild av detta fornminne      |
| Odensvi 219:1              | Gravfält                         |              | Odensvi, Småland    |       | 57.872059, 16.096238 | 10085302190001 | Ladda upp en bild av detta fornminne      |
| Odensvi 221:1              | Röse                             |              | Odensvi, Småland    |       | 57.869310, 16.102819 | 10085302210001 | Ladda upp en bild av detta fornminne      |
| Odensvi 222:1              | Röse                             |              | Odensvi, Småland    |       | 57.868363, 16.103835 | 10085302220001 | Ladda upp en bild av detta fornminne      |
| Odensvi 275                | Stensättning                     |              | Odensvi, Småland    |       | 57.888078, 16.102752 | 12000000119478 | Ladda upp en bild av detta fornminne      |